# Heinkel He 119
Heinkel He 119 byl německý střední bombardovací a dálkový průzkumný letoun. Za vývojem tohoto letounu stáli konstruktéři bratři Siegfried a Walter Günterové. Jejich záměrem bylo vytvořit stroj, který by dosahoval vysoké maximální rychlosti, dlouhého doletu a velké nosnosti díky ideálnímu aerodynamickému tvaru a vysoce výkonnému motoru. Konstrukce byla tak radikální, že se Heinkel rozhodl celý projekt držet v tajnosti a práce tak probíhaly v přísně střeženém hangáru.

## Popis
Konstrukčně se jednalo o celokovový dolnoplošník. Křídlo bylo jednonosníkové eliptického tvaru, které je hmotnostně nejvýhodnější, a lomené do tvaru písmene W. Trup byl velmi štíhlý se zapuštěnou prosklenou kabinou, zakončenou čtyřlistou vrtulí. Ta byla poháněna motorem Daimler-Benz DB 606 o výkonu 2200 k, tvořeným dvěma dvanáctiválcovými vidlicovými motory DB 601. Tyto motory byly umístěny za kabinou, kterou procházela hnací hřídel k vrtuli. Pilot a navigátor seděli vedle sebe po obou stranách hřídele opatřené pouzdrem, na němž se nacházela většina přístrojů. Motor byl povrchově chlazen kapalinou vedenou uzavřenou soustavou trubiček umístěných v centroplánu křídla a poháněnou vlastním čerpadlem. Za motorem byla pumovnice, kde mohly být umístěny až tři 250kg pumy. Za křídlem, v zadní části trupu, bylo místo pro radistu. Nacházelo se zde rádiové vybavení a mohly zde být naistalovány fotokamery.

## Vývoj
První prototyp byl dokončen v létě roku 1937. Při zkouškách letadla, jehož pilotem byl Gerhard Nitschke, bylo zjištěno nedostatečné chlazení povrchovým chladičem, zejména při startu a stoupání a tak musel být přidán tunelový chladič pod trup letadla. I s tímto chladičem dosáhl letoun, při dalších zkouškách, maximální rychlosti 565 km v 6000 metrech. Heinkel letoun předvedl představitelům RLM, kteří mu přidělili označení He 119 V1, ovšem trvali na vyzbrojení letounu. Na základě jejich připomínek Siegfried Günter zkonstruoval dvě výsuvná střeliště, jedno na hřbetě trupu a druhé pod trupem, vybavené pohyblivými kulomety MG 15 ráže 7,92 mm. Kvůli aerodynamickému odporu se však rychlost letounu snížila o 85 km/h.
Druhý prototyp He 119 V2 (imatrikulace D-ASKR) byl dvoumístný neozbrojený bombardér s pumovnicí a s nižším výsuvným chladičem pod motorem. Dosahoval rychlosti 584 km/h ve výšce 4500 m. První vzlet byl proveden v září 1937.
V říjnu 1937 byl dokončen prototyp He 119 V4 (D-AUTE) s menším rozpětím křídla. Dne 22. listopadu 1937 překonal tento stroj, s posádkou Hans Dieterle a Gerhard Nitschke, světový rekord na uzavřené trati 1000 km s nákladem 1000 kg. Jejich rychlost při nepříznivém počasí byla 504,95 km/h. Oficiálně byl letoun uveden jako He 111U, vylepšená verze bombardéru He 111, ovšem pro FAI byl zapsán jako He 606 bez přiložené fotografie. Letoun byl zničen při druhém pokusu o překonání rekordu v prosinci 1937, kdy dosáhl rychlosti 593 km/h avšak havaroval.
He 119 V3 (D-ADPQ) byl dokončen na jaře 1938 a určen k námořnímu průzkumu. Opatřen byl dvěma plováky a pohyblivým kulometem MG 15 ráže 7,92 mm na hřbetě trupu. Nové křídlo mělo o 10 cm menší rozpětí, směrovka byla větší a zespodu byla opatřena stabilizátorem.
Na jaře a v létě 1938 byly dostavěny zbývající prototypy. He 119 V5 a He 119 V6 jako průzkumná verze a He 119 V7 a He 119 V8 jako bombardovací verze s pumovnicí na tři 500kg nebo jednu 1000kg a dvě 500kg bomby. Všechny prototypy byly třímístné s kulometem MG 15 na hřbetě trupu. Zkoušky letadel proběhly ve zkušebním středisku v Rechlinu. V létě byly prototypy předvedeny na letišti v Marienehe delegaci japonského námořnictva a po prozkoumání skupinou techniků 1. námořního leteckého arzenálu bylo doporučeno zakoupení licence. Prototypy He 119 V7 a He 119 V8 byly v květnu 1940 převezeny do Japonska. Jeden prototyp byl zničen při havárii, druhý pak uskutečnil řadu zkušebních letů, ale k jejich výrobě nedošlo. Zbývající letouny sloužily do roku 1941 pro zkoušky motorů DB 606 a DB 610.

## Specifikace

Třípohledový nákres He 119 V4

Heinkel He 119

Údaje dle

### Technické údaje
- Posádka:
- Rozpětí: 16,00 m pro stroje s původním křídlem / 15,90 m pro stroje s upraveným křídlem
- Délka: 14,80 m / 15,52 m pro V3
- Výška: 5,40 m / 6,45 m pro V3
- Nosná plocha: 51.60 m² pro stroje s původním křídlem / 50,00 m² pro stroje s upraveným křídlem
- Hmotnost prázdného letounu: 5200 kg / 5760 kg pro V3
- Vzletová hmotnost: 7565 kg / 8700 kg pro V3
- Pohonná jednotka:

### Výkony
- Maximální rychlost u země: 489 km/h / 479 km/h pro V3
- Maximální rychlost ve 4500 m: 591 km/h / 570 km/h pro V3
- Cestovní rychlost u země: 425 km/h / 400 km/h pro V3
- Cestovní rychlost ve 4500 m: 510 km/h / 475 km/h pro V3
- Výstup do 4000 m: 6,4 min / 10,4 min pro V3
- Výstup do 6000 m: 10,7 min / 17,2 min pro V3
- Dostup: 8500 m / 8000 m pro V3
- Dolet maximálně: 3120 km / 2460 km pro V3